# Shawn Johnson
Shawn Machel Johnson (født 19. januar 1992 i Des Moines, Iowa) er en amerikansk pensioneret redskabsgymnast og tv-personlighed. 

## Gymnastikkarriere
Johnson vandt de nationale mesterskaber i USA tre gange, to gange som senior og én gang som junior. I 2007 vandt hun guld i øvelser på gulv og balancebomme, og i 2008 vandt hun guld i øvelser på gulv og sølv i balancebomme i USA-mesterskaberne.
Hun blev en del af USA's nationale seniorlandshold i 2007, da hun var 15 år gammel, og samme år deltog hun i verdensmesterskabet i gymnastik og vandt samlet guld samt guld i øvelser på gulv.
Ved OL 2008 i Beijing var hun en af favoritterne, og hun skuffede heller ikke. I balancebom-disciplinen var hun tredjebedst i kvalifikationsrunden, lige efter sin landsmand, Nastia Liukin, og i finalen forbedrede Liukin sig en smule og fik 16,025 point, men Johnson forbedrede sig endnu mere og vandt guld med 16,225 point, mens kinesiske Cheng Fei fik bronze med 15,950 point. I forskudt barre kom hun ikke videre fra kvalifikationen, men i øvelser på gulv kom hun i finalen som tredjebedste deltager. I finalen scorede hun 15,500 point, hvilket gav hende andenpladsen, mens rumænske Sandra Izbașa med 15,650 point fik guld og Liukin bronze med 15,425 point. I den samlede konkurrence var Johnson bedst, lige foran Liukin, men i finalen betød en halvsløj øvelse i forskudt barre, at hun sluttede 0,6 point efter Liukin, der sikrede sig guldet med 63,325 point. Johnson fik sølv med 62,725 point, mens Yang Yilin fra Kina fik bronze med 62,650 point. I holdkonkurrencen ved legene var Johnson den bedste af amerikanerne i kvalifikationen, og i finalen gav hendes præstationer i alle fire discipliner point til den samlede score, som endte med at blive 186,525 point, hvilket var nok til sølvmedaljerne, mens kineserne fik guld med 188,900 point og Rumænien bronze med 181,525 point. Der var en kontrovers om, at flere af de kinesiske deltagere skulle være under aldersgrænsen på 16 år, men det blev aldrig bevist. Ud over Johnson og Liukin bestod det amerikanske hold af Chellsie Memmel, Samantha Peszek, Alicia Sacramone og Bridget Sloan.
Hun vandt desuden fem guld- og to sølvmedaljer ved de panamerikanske lege i henholdsvis 2007 og 2011.
Johnson måtte holde en længere pause fra gymnastikken, efter at hun fik en knæskade i forbindelse med en skiferie i januar 2010, og først efter mere end et år var hun igen klar til konkurrencer og tilbage på det amerikanske landshold.
Da knæskaden fortsatte med at drille hende, bekendtgjorde Johnson sin pensionering fra gymnastikkonkurrencer 3. juli 2012, og hun måtte derfor opgive at komme til OL samme år.

## Øvrige karriere
I 2009 vandt Johnson den ottende sæson af den amerikanske version af Vild med dans, Dancing with the stars, og i 2012 var hun med i og kom på andenpladsen i programmets all-star sæson.